# Демази, Оран
Оран Демази (фр. Orane Demazis, наст. имя Анриетта Мари-Луиза Бюргар (фр. Henriette Marie Louise Burgard); род. 18 сентября 1894, Оран, Французский Алжир — ум. 25 декабря 1991, Булонь-Бийанкур, Франция) — французская актриса театра и кино.

## Биография
Анриетта Мари Луиза Бюргар родилась 18 сентября 1894 года в городе Оран в Французском Алжире в семье выходцев из Эльзаса. От названия города, в котором родилась, и другого города, Мази (Mazis), расположенного неподалёку от Магнии, Анриетта сформировала свой сценический псевдоним. В 1919 году поступила в Высший национальный консерваторию драматического искусства, после окончания которого в 1922 году была принята в труппу парижского театра Atelier под руководством режиссёра Шарля Дуллена.
Знакомство Оран Демази в 1923 году с Марселем Паньолем стало поворотным моментом в её актёрской карьере. После ряда успешных ролей в театре, созданных для неё Паньолем, Оран Демази дебютировала в 1931 году в кино, сыграв известную свою роль Фанни в марсельской трилогии Паньоля: «Мариус», «Фанни» и «Сезар».
В послевоенные годы Оран Демази снималась в фильмах режиссёров Пьера Бийон, Жан-Поля Ле Шануа, Луиса Бунюэля, Андре Тешине и Жака Деми.

### Личная жизнь
С 1925 по 1938 год Оран Демази была спутницей жизни Марселя Паньоля, в 1933 году у пары родился сын Жан-Пьер Бюргар.
Оран Демази умерла в Булонь-Бийанкур 25 декабря 1991 в возрасте 97 лет. Похоронена на кладбище Отой в Париже.